# Соціальне страхування з тимчасової втрати працездатності
Соціа́льне страхува́ння з тимчасо́вої втра́ти працезда́тності — це окремий вид загальнообов'язкового державного соціального страхування в Україні, що здійснюється Пенсійним фондом України.

## Завдання
Законодавство України, що регулює відносини у сфері загальнообов'язкового державного соціального страхування у зв'язку з тимчасовою втратою працездатності та витратами, зумовленими похованням, базується на Конституції України, складається з Основ законодавства України про загальнообов'язкове державне соціальне страхування, Кодексу законів про працю України, та прийнятих відповідно до них інших нормативно-правових актів.
Завданням законодавства про загальнообов'язкове державне соціальне страхування у зв'язку з тимчасовою втратою працездатності є встановлення гарантій щодо захисту прав громадян на отримання матеріального забезпечення та соціальних послуг у разі тимчасової непрацездатності (включаючи догляд за хворою дитиною, дитиною-інвалідом, хворим членом сім'ї, вагітності та пологів, смерті громадянина або члена його сім'ї.
Право на матеріальне забезпечення та соціальні послуги за загальнообов'язковим державним соціальним страхуванням у зв'язку з тимчасовою втратою працездатності та витратами, зумовленими похованням, мають застраховані громадяни України, іноземці, особи без громадянства та члени їх сімей, які проживають в Україні. Це право виникає з настанням страхового випадку в період роботи (включаючи і час випробування та день звільнення).
Особи, які не підлягають загальнообов'язковому державному соціальному страхуванню у зв'язку з тимчасовою втратою працездатності мають право на матеріальне забезпечення та соціальні послуги за умови сплати страхових внесків до Фонду соціального страхування з тимчасової втрати працездатності.

## Принципи
Загальнообов'язкове державне соціальне страхування у зв'язку з тимчасовою втратою працездатності здійснюється за принципами:
1. законодавчого визначення умов і порядку здійснення загальнообов'язкового державного соціального страхування у зв'язку з тимчасовою втратою працездатності;
2. обов'язковості страхування осіб;
3. державних гарантій реалізації застрахованими особами своїх прав;
4. обов'язковості фінансування Фондом витрат, пов'язаних із наданням матеріального забезпечення та соціальних послуг;
5. формування та використання страхових коштів на засадах солідарності;
6. цільового використання коштів загальнообов'язкового державного соціального страхування у зв'язку з тимчасовою втратою працездатності;
7. паритетності в управлінні Фондом соціального страхування з тимчасової втрати працездатності представників держави, застрахованих осіб та роботодавців;
8. відповідальності роботодавців та Фонду соціального страхування з тимчасової втрати працездатності за реалізацію права застрахованої особи на матеріальне забезпечення та соціальні послуги.

## Хто підлягає страхуванню?
Загальнообов'язковому державному соціальному страхуванню у зв'язку з тимчасовою втратою працездатності та витратами, зумовленими похованням, підлягають:
- особи, які працюють на умовах трудового договору (контракту) на підприємствах, в установах, організаціях незалежно від форм власності та господарювання або у фізичних осіб, у тому числі в іноземних дипломатичних та консульських установах, інших представництвах нерезидентів, а також обрані на виборні посади в органах державної влади, органах місцевого самоврядування та в інших органах;
- члени колективних підприємств, сільськогосподарських та інших виробничих кооперативів.

Громадяни України, які працюють за межами території України і не застраховані в системі соціального страхування країни, в якій вони перебувають, мають право на матеріальне забезпечення та соціальні послуги за умови сплати страхових внесків до Фонду соціального страхування з тимчасової втрати працездатності.
Особи, які забезпечують себе роботою самостійно мають право на матеріальне забезпечення та соціальні послуги за умови сплати страхових внесків до Фонду соціального страхування з тимчасової втрати працездатності.

## Види матеріального забезпечення та соціальних послуг
- допомога по тимчасовій непрацездатності (включаючи догляд за хворою дитиною);
- допомога по вагітності та пологах;
- допомога на поховання (крім поховання пенсіонерів, безробітних та осіб, які померли від нещасного випадку на виробництві);
- забезпечення оздоровчих заходів (оплата путівок на санаторно-курортне лікування застрахованим особам та членам їх сімей, до дитячих оздоровчих закладів, утримання санаторіїв-профілакторіїв, надання соціальних послуг у позашкільній роботі з дітьми, у тому числі придбання дитячих новорічних подарунків).